# مجلة التقييس الخليجي
مجلة التقييس الخليجي هي مجلة دورية متخصصة تصدر عن هيئة التقييس لدول مجلس التعاون لدول الخليج العربية، وتعنى بشؤون المواصفات والمقاييس والجودة والمطابقة، وصدر العدد الأول منها في شهر نوفمبر 2008م.

## تاريخ التأسيس
أنشئت المجلة بقرار من سعادة الدكتور راشد أحمد بن فهد الأمين العام لهيئة التقييس لدول مجلس التعاون (2004-2008) بتاريخ 9 سبتمبر 2007م، ويرأس تحريرها حالياً الأستاذ هاني أحمد الأديمي.
وقد حصلت المجلة على ترخيص من وزارة الثقافة والإعلام بالمملكة العربية السعودية عام 2008م، وتم تسجيلها في مكتبة الملك فهد الوطنية.

## المحتوى
تهدف المجلة إلى المساهمة في نشر التوعية بالتقييس وتعزيز ثقافة التقييس لدى المستهلك الخليجي، وقد صدر منها (23) عدداً مطبوعاً ثم تحولت إلى النشر الإلكتروني في يناير 2018م..
تتضمن محتويات المجلة عدد من المقالات المتنوعة عن أهمية التقييس في تحقيق السلامة العامة للمستهلك وخصوصا السلامة في السيارات والإطارات والدراجات النارية وأيضا سلامة الأجهزة الكهربائية المنزلية.

### رؤساء التحرير
- أحمد بن معطي المطيري (سبتمبر 2007 - يناير 2011)
- زكي الرباعي (يناير 2011 - أكتوبر 2014)
- أحمد بن معطي المطيري (أكتوبر 2014 - أبريل 2017)
- هاني أحمد الأديمي (أبريل 2017 – الآن)

## وصلات خارجية
- الموقع الرسمي